# Kabanowka (rejon głuszkowski)
Kabanowka (ros. Кабановка) – wieś (ros. деревня, trb. dieriewnia) w zachodniej Rosji, w sielsowiecie markowskim rejonu głuszkowskiego w obwodzie kurskim.

## Geografia
Miejscowość położona jest w pobliżu rzeki Sejm, 4 km od centrum administracyjnego sielsowietu markowskiego (Dronowka), 21,5 km od centrum administracyjnego rejonu (Głuszkowo), 132 km od Kurska.

## Demografia
W 2010 r. miejscowość zamieszkiwało 50 osób.